# Onthophagus hsui
Onthophagus hsui é uma espécie de inseto do género Onthophagus da família Scarabaeidae da ordem Coleoptera.

## História
Foi descrita cientificamente pela primeira vez no ano de 2004 por Masumoto, Chen & Ochi.